# L’essenziale
«L'essenziale» (Самое главное) — песня в исполнении итальянского певца Марко Менгони, с которой он был выбран представить Италию на конкурсе песни «Евровидение 2013». Авторами песни являются Марко Менгони, Роберто Казалино и Франческо Де Бенедеттис.
Песня была выбрана в качестве победителя 16 февраля 2013 года на конкурсе «Festival della canzone italiana di Sanremo», национального отбора Италии на «Евровидение», что позволило Марко представить свою страну на международном конкурсе песни «Евровидение 2013» в Мальмё, Швеция.

## Позиции в чартах
| Чарт (2013)                                | Наивысшая позиция |
| ------------------------------------------ | ----------------- |
| Австрия (Ö3 Austria Top 40)                | 60                |
| Бельгия/Фландрия (Ultratip Bubbling Under) | 31                |
| Бельгия/Валлония (Ultratip Bubbling Under) | 27                |
| Германия (GfK)                             | 79                |
| Италия (FIMI)                              | 1                 |
| Нидерланды (Single Top 100)                | 69                |
| Испания (PROMUSICAE)                       | 43                |
| Швейцария (Schweizer Hitparade)            | 36                |

## Сертификации
| Страна        | Сертификация     | Продажи |
| ------------- | ---------------- | ------- |
| FIMI (Италия) | Мультиплатиновый | 60,000+ |

## Хронология релиза
| Страна | Дата                 | Формат           |
| ------ | -------------------- | ---------------- |
| Италия | 13 февраля 2013 года | Digital download |
| Италия | 13 февраля 2013 года | Airplay          |